# Смирнов, Владимир Николаевич (актёр, 1937)
Влади́мир Николаевич Смирно́в (9 марта 1937 — 22 июля 2002) — советский и российский актёр кино.

## Биография
Родился в 1937 году.
В 1960 году окончил ВГИК (курс Бориса Бибикова). Уже на первом курсе начал сниматься в кино, сыграв саксофониста в комедийном музыкальном фильме Эльдара Рязанова «Карнавальная ночь».
С 1961 по 1999 год был актёром киностудии имени Горького. Часто играл военных, сотрудников милиции или прокуратуры («Возвращение „Святого Луки“», «Петровка, 38», «Приступить к ликвидации»), но запомнился советскому зрителю как сотрудник гестапо в многосерийном фильме «Семнадцать мгновений весны».
Урна с прахом захоронена в колумбарии Николо-Архангельского кладбища.

## Фильмография
- 1956 — Карнавальная ночь — саксофонист (в титрах не указан)
- 1960 — Простая история — Миша, водитель Данилова
- 1961 — Мишка, Серёга и я
- 1961 — Орлиный остров — Сашка Бирюков, водитель археологической экспедиции
- 1962 — Когда деревья были большими — водитель ГАЗ-51(эпизод на паромной переправе)
- 1962 — Половодье — Егор, жених Юльки
- 1963 — Им покоряется небо — лётчик
- 1963 — Улица космонавтов — дядя Степан, крановщик
- 1964 — Приключения Толи Клюквина — водитель
- 1964 — Живёт такой парень — парень на танцах в клубе
- 1964 — При исполнении служебных обязанностей — лётчик
- 1965 — Ваш сын и брат — селянин, гость Воеводиных
- 1965 — Рано утром — Олег Фомин
- 1965 — Верьте мне, люди — водитель
- 1966 — Человек без паспорта — офицер КГБ
- 1967 — Фокусник — папаша с детской коляской
- 1968 — При дороге
- 1968 — Это было в разведке — лётчик
- 1970 — Возвращение «Святого Луки» — капитан милиции Иевлев
- 1970 — О друзьях-товарищах — заговорщик
- 1970 — Серебряные трубы — лётчик
- 1970 — Чёртова дюжина — казак с Яика
- 1970 — Красная палатка — Шелагин
- 1972 — Красно солнышко — безногий солдат
- 1973 — Парашюты на деревьях — капитан Павел Крылатых, командир разведгруппы
- 1973 — Семнадцать мгновений весны — хозяин явочной квартиры в Берне
- 1974 — Дела сердечные — Сергей, рабочий с сердечным приступом
- 1974 — Пропавшая экспедиция — белогвардейский офицер Губенко
- 1976 — Встретимся у фонтана — Сергей Долганов
- 1976 — Золотая речка — Губенко, член банды Ефима Субботы
- 1977 — Есть идея!
- 1977 — Красный чернозём — Семивёрстов
- 1977 — Поединок в тайге — Игнатий Макарович
- 1979 — Пираты XX века — старший помощник капитана
- 1980 — Петровка, 38 — следователь (эпизод в столовой)
- 1981 — Карнавал — сосед, который принёс столик
- 1981 — Не ставьте Лешему капканы… — Михаил Дятлов
- 1981 — Правда лейтенанта Климова — мичман
- 1981 — Факты минувшего дня — Тучин
- 1982 — О друзьях-товарищах — заговорщик
- 1983 — Приступить к ликвидации — лейтенант милиции Василий Андреевич Соколов, участковый
- 1983 — Набат — командир антитеррористического отряда
- 1983 — Шёл четвёртый год войны — Буренков
- 1983 — Соучастники — милиционер Коротеев
- 1984 — Очень важная персона — участник совещаний
- 1984 — Костёр в белой ночи
- 1985 — Внимание! Всем постам… — милиционер
- 1986 — Мостик (в составе киноальманаха «Мостик»)
- 1986 — Наградить (посмертно) — Алексей Павлович
- 1988 — Абориген — капитан
- 1991 — Чёртов пьяница
- 1991 — Непредвиденные визиты — Кузовлев
- 1992 — Сердца трёх
- 1992 — Три дня вне закона — Ефим
- 1993 — Альфонс — Михалыч, сторож театра
- 1995 — Авантюра — офицер КГБ
- 1996 — Возвращение броненосца — одессит
- 1997 — Вор — беженец
- 1998 — Князь Юрий Долгорукий — мостовик
- 1998 — Сочинение ко Дню Победы — эпизод «мужчина со сверлом»
- 2000 — Время острова Бали
- 2000 — Дальнобойщики (1-я серия «Русский конвой») — эпизод
- 2000 — ДМБ — мастер на заводе
- 2001 — Мусорщик
- 2001 — Женская логика
- 2002 — Раскалённая суббота